# Schanzenkopf (Schwedenschanze)
Der Schanzenkopf ist ein 365 m ü. NHN hoher Berg im Spessart nordöstlich des Weilers Dörsthöfe in der Gemarkung von Michelbach, Stadtteil von Alzenau, im bayerischen Landkreis Aschaffenburg. Östlich des Berges befindet sich die Landesgrenze zu Hessen.

## Geographie

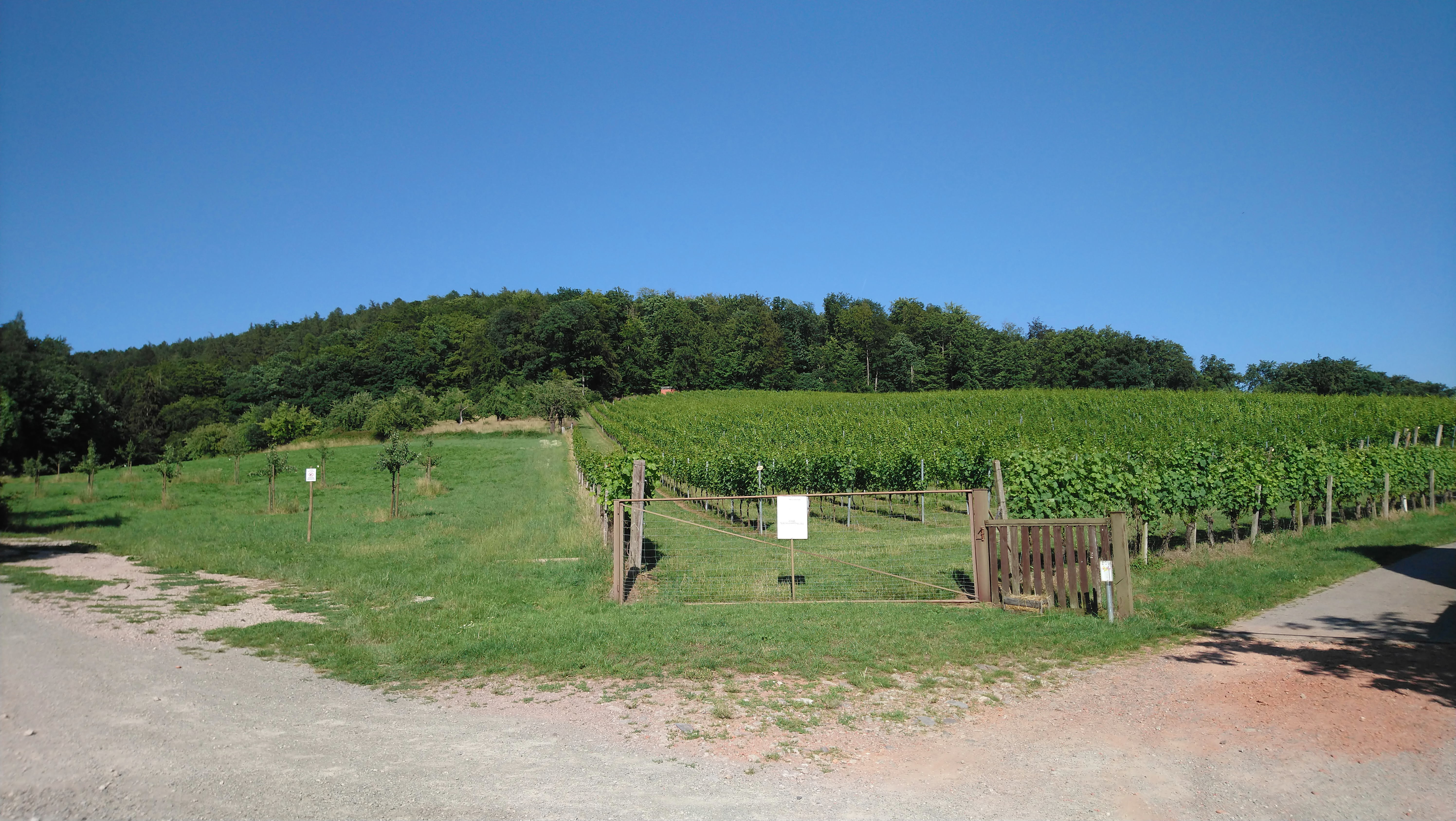
Der Weinberg Aloisengarten am Südwesthang des Schanzenkopfes

Der bewaldete Berg liegt am unteren Ende des Teufelsgrundes, nördlich von Hüttelngesäß, auf der rechten Seite des Kahltals. Das Tal trennt den Schanzenkopf von der Hohen Mark  am Hahnenkamm. Der Schanzenkopf liegt im nordöstlichen Teil des Stadtgebietes von Alzenau. Nicht zu verwechseln ist er mit dem gleichnamigen Berg südlich der Stadt.
An der sogenannten Hessenkurve zwischen Niedersteinbach und Michelbach erstrecken sich die sehr steilen Südhänge Richtung Gipfel. Auch nach Westen und Osten fällt der Berg über 200 m steil ab. Nach Norden hängt er mit dem Heidkopf (371 m) zusammen. Dieser Höhenzug wird auch Sölzert genannt, wobei der Begriff sich bis heute fast verloren hat. Es ist die Fortsetzung des Gebirgszuges des Hahnenkamms bis zum Näßlichbach bei Geiselbach. Das gesamte Gebiet nördlich und südlich der Kahl wurde früher Hohe Mark genannt.
Es führen drei Wege auf den Schanzenkopf. Einer von Westen, über die Dörsthöfe durch den Wolfsgrund. Ein weiterer Weg kommt über den Osthang von Hüttelngesäß durch den Teufelsgrund. Von Norden ist der Gipfel von Frohnbügel aus über den Heidkopf zu erreichen.
Am Südwesthang des Schanzenkopfes liegt der Weinberg Aloisengarten.

## Geschichte

### Schwedenschanze
Der Schanzenkopf trägt auf seinem Gipfel eine Ringwallanlage, die Schwedenschanze genannt wird. Der Begriff fällt in Deutschland oft im Zusammenhang mit Ringwällen. 
Der Ringwall ist fast vollständig verschliffen. Nur im Nordosten ist ein verstärkter bogenförmiger Wallabschnitt als Wall noch sichtbar. Nordnordöstlich, etwa 95 Meter davor, liegt noch ein etwa 100 Meter breiter, gerader und nur an einer Stelle knickender, zusätzlicher Abschnittswall als Sicherungswall der Zugangsseite.
Da der Berg drei steile Seiten besitzt, wurde der Bereich nach Norden von Mauern gedeckt, deren Reste noch zu erkennen sind. Der Hauptwall umschloss eine ovale Fläche von ungefähr 1,5 ha mit 225 m Länge und 100 m Breite. Noch heute vermittelt der 100 m lange nordöstliche sichtbare Wallabschnitt von 2 bis 4 m Höhe und 12 m Dicke an der Sohle einen Eindruck von der Mächtigkeit der Anlage. Dem Hauptwall war ein 4 m breiter Graben vorgelagert. Davor erstreckt sich ein ebenso starker Vorwall. Im Innenraum soll man früher noch an der Westseite Reste eines viereckigen Mauerwerks erkannt haben.
Die Entstehung des Befestigungswerkes wird in die Hallstattzeit (zwischen 800 und 400 v. Chr.) gesetzt. Doch fehlen bisher wissenschaftliche Untersuchungen, um diese Vermutung abzusichern.

## Bildergalerie

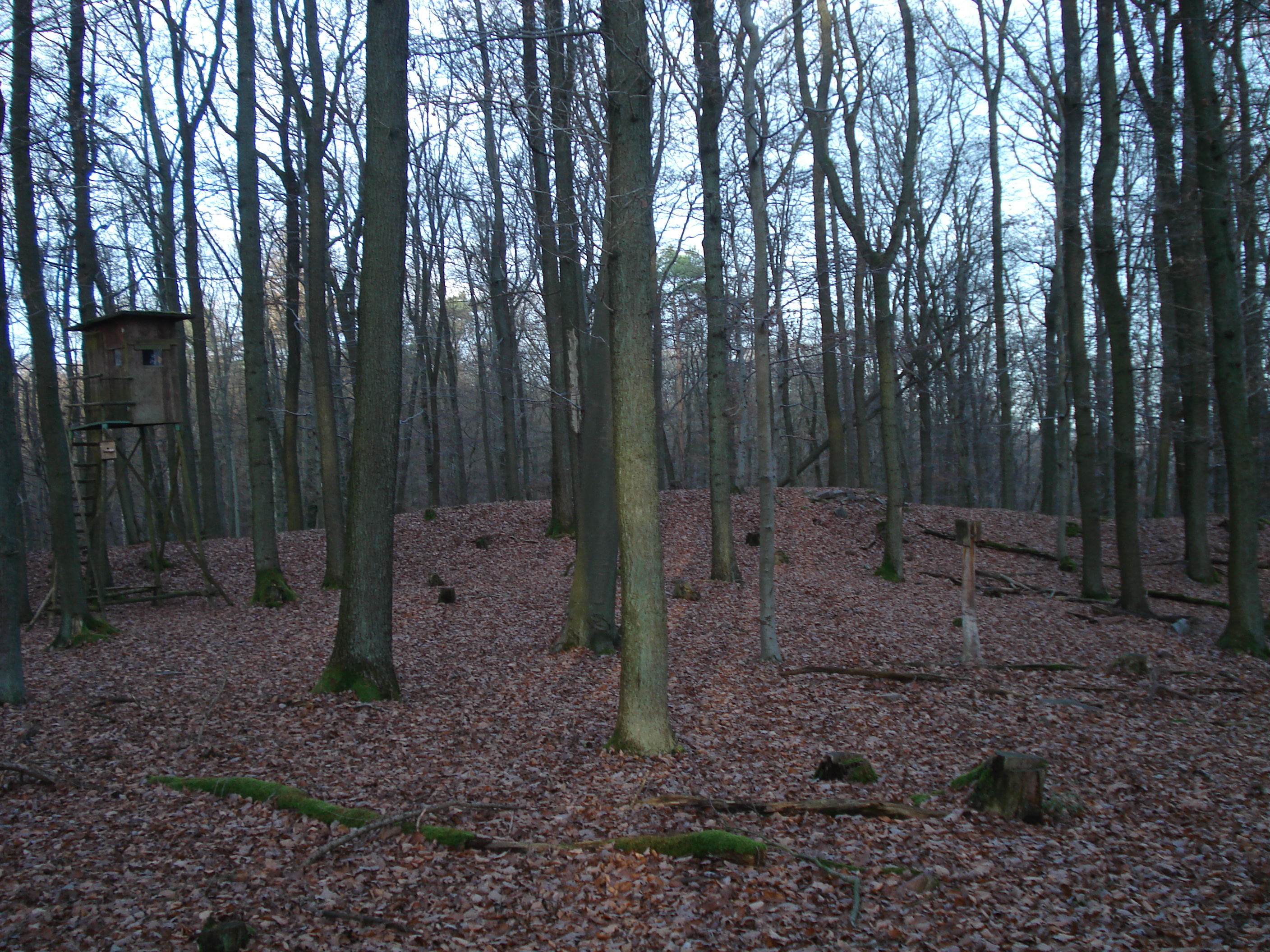
Der Hauptwall
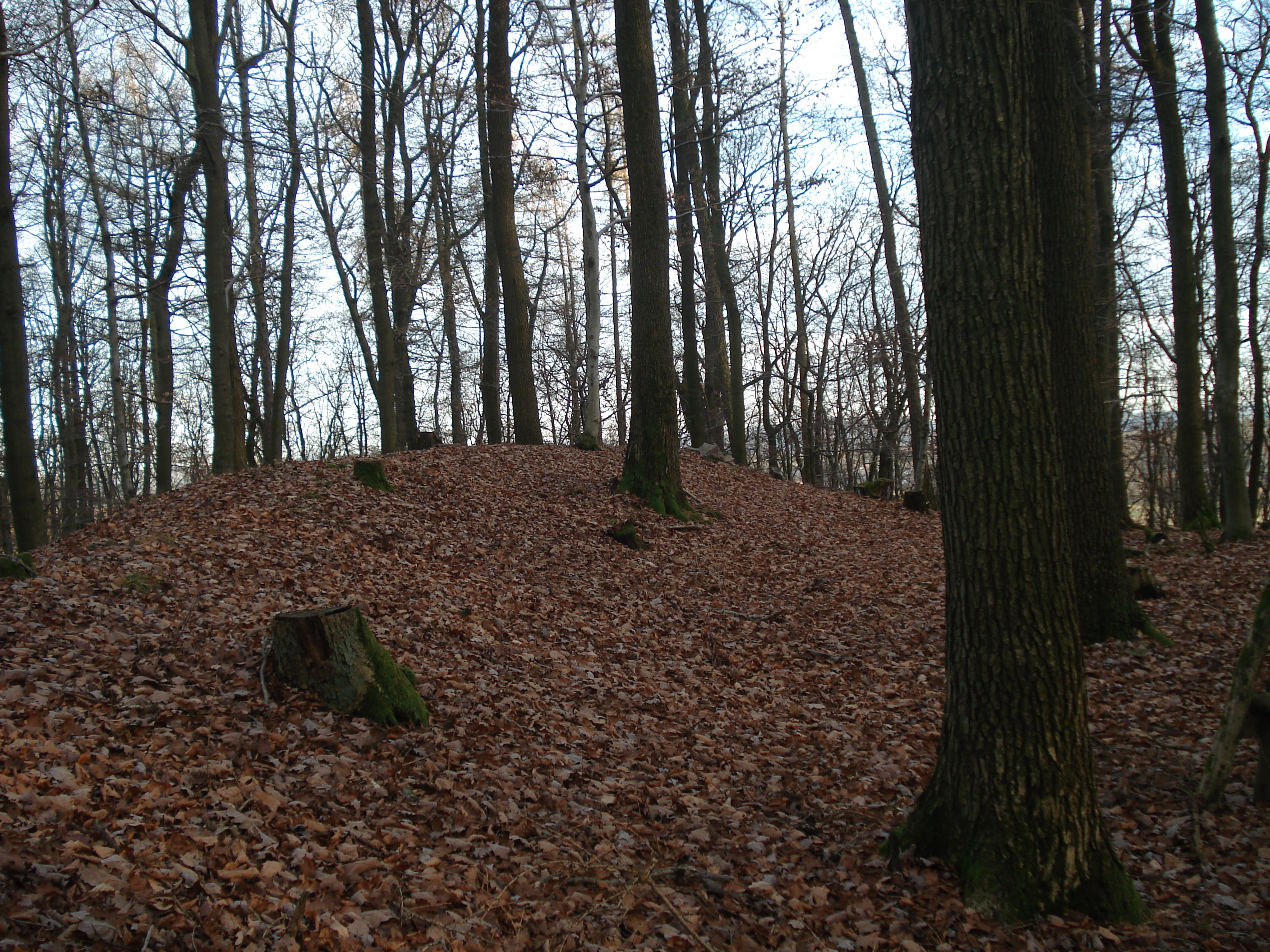
Der Hauptwall (Ostseite)
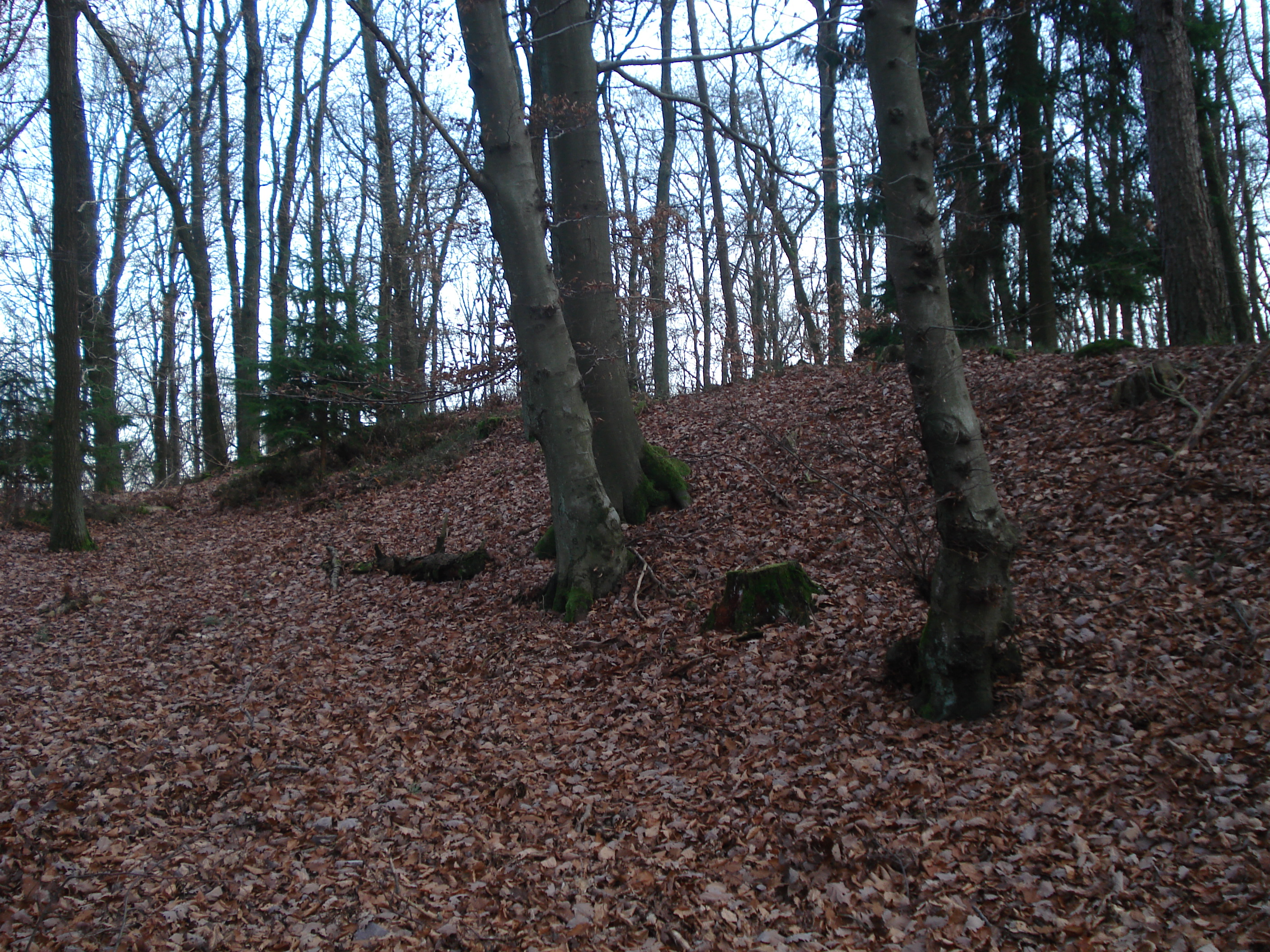
Der Vorwall
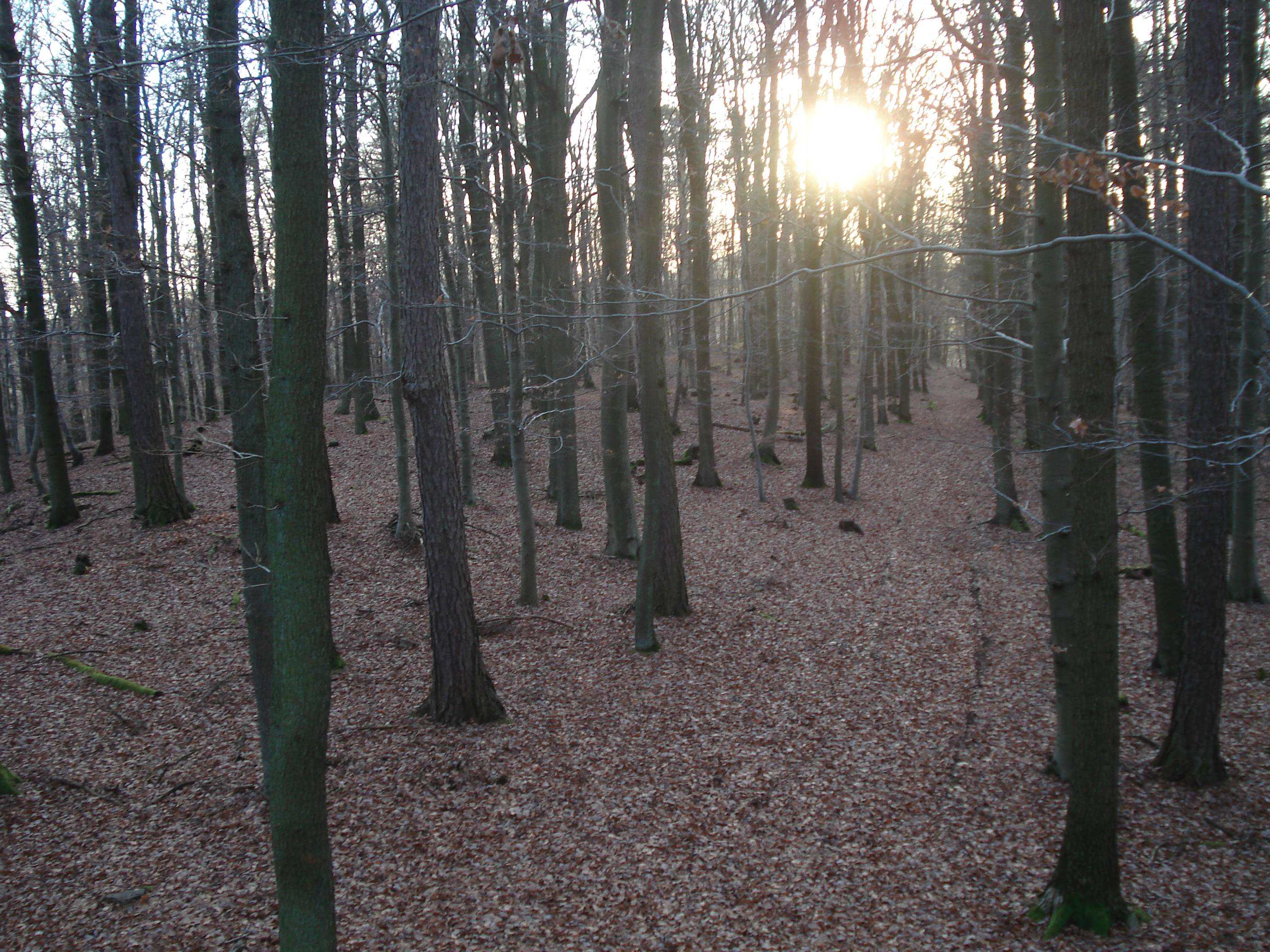
Der Haupthof im Ringwall der Schwedenschanze
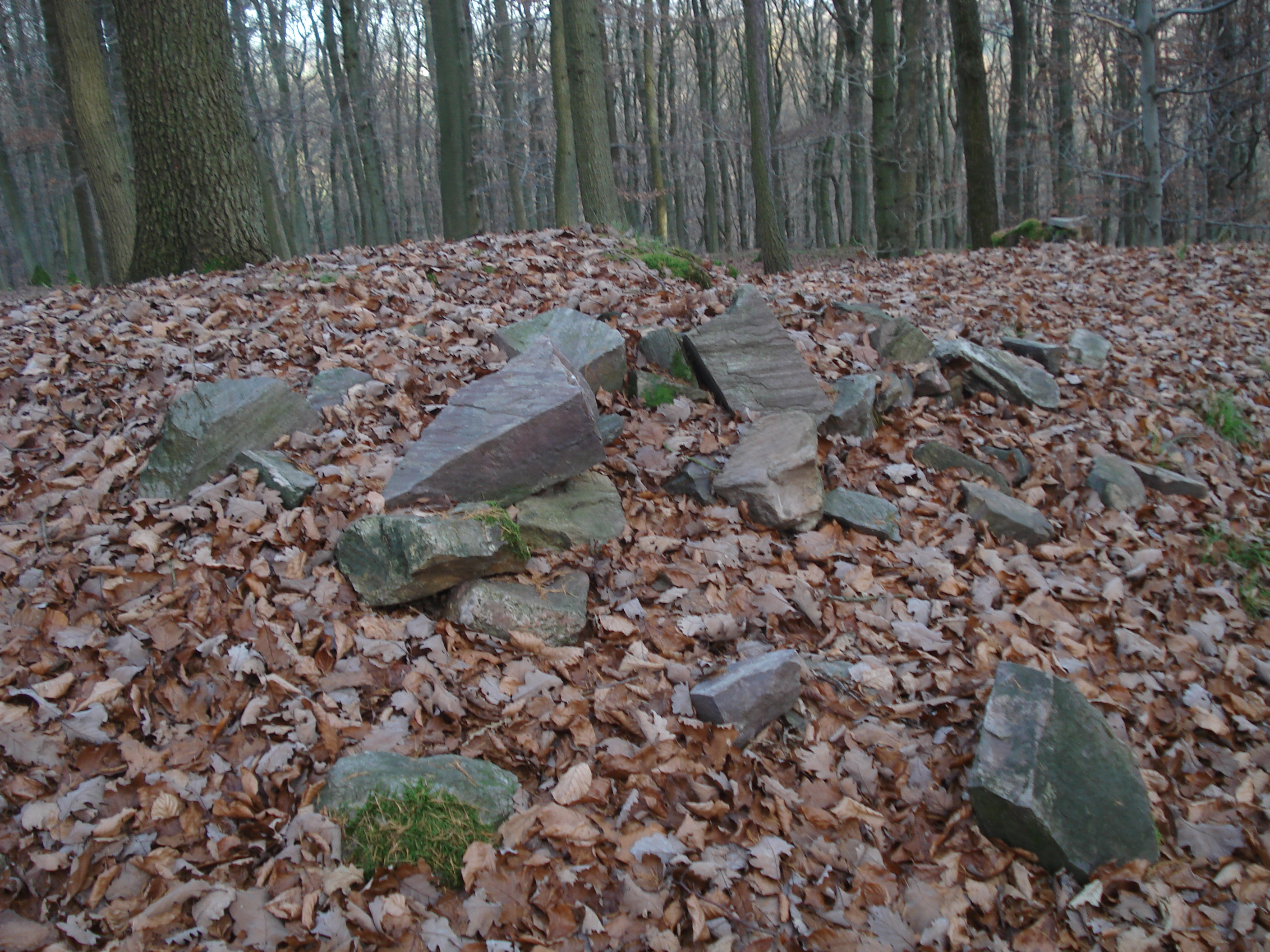
Noch zu erkennende Mauerreste an der Nordseite
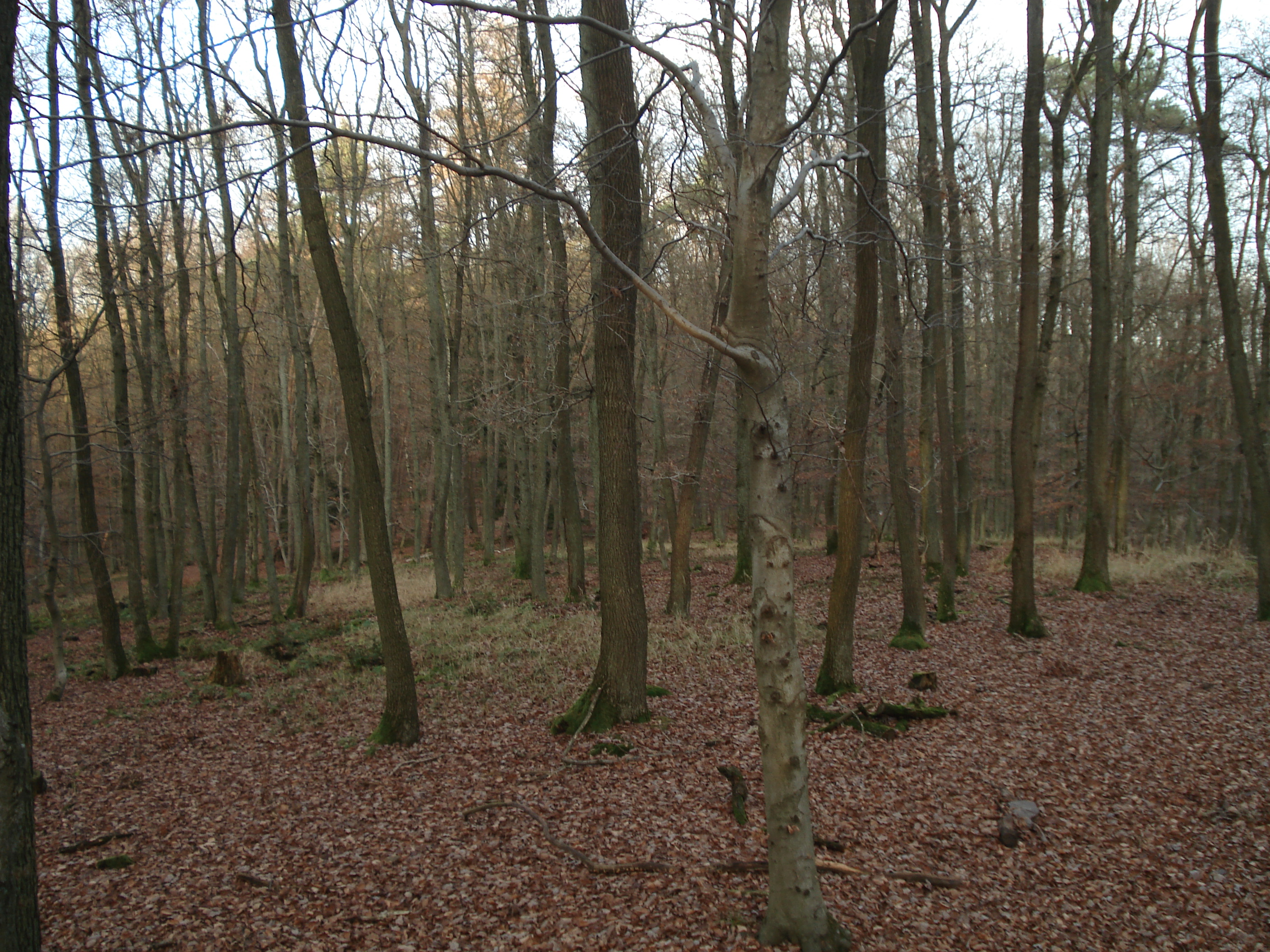
Der Gipfelgrat Richtung Heidkopf